# آدولفو رودریگز ساآ
آدولفو رودریگز ساآ (انگلیسی: Adolfo Rodríguez Saá؛ زادهٔ ۲۵ ژوئیهٔ ۱۹۴۷) یک وکیل، و سیاست‌مدار اهل آرژانتین است. او کاندیدای ائتلاف تعهد فدرال در انتخابات ریاست جمهوری آرژانتین در سال ۲۰۱۵ بود.